# Thyene australis
Thyene australis är en spindelart som beskrevs av George William Peckham och Elizabeth Maria Gifford Peckham 1903. Thyene australis ingår i släktet Thyene och familjen hoppspindlar. Inga underarter finns listade i Catalogue of Life.